# NGC 2201
NGC 2201 est une vaste galaxie spirale barrée située dans la constellation de la Poupe. NGC 2201 a été découverte par l'astronome britannique John Herschel en 1835.

## Caractéristiques
Sa vitesse par rapport au fond diffus cosmologique est de 4 763 ± 46 km/s, ce qui correspond à une distance de Hubble de 70,2 ± 5,0 Mpc (∼229 millions d'al).
À ce jour, une mesure non basée sur le décalage vers le rouge (redshift) donne une distance d'environ 65,100 Mpc (∼212 millions d'al). Cette valeur est à l'extérieur des valeurs de la distance de Hubble. Notons que c'est avec la valeur moyenne des mesures indépendantes, lorsqu'elles existent, que la base de données NASA/IPAC calcule le diamètre d'une galaxie et qu'en conséquence le diamètre de NGC 2201 pourrait être d'environ 57,8 kpc (∼189 000 al) si on utilisait la distance de Hubble pour le calculer.
La classe de luminosité de NGC 2201 est II.

## Paire de galaxies

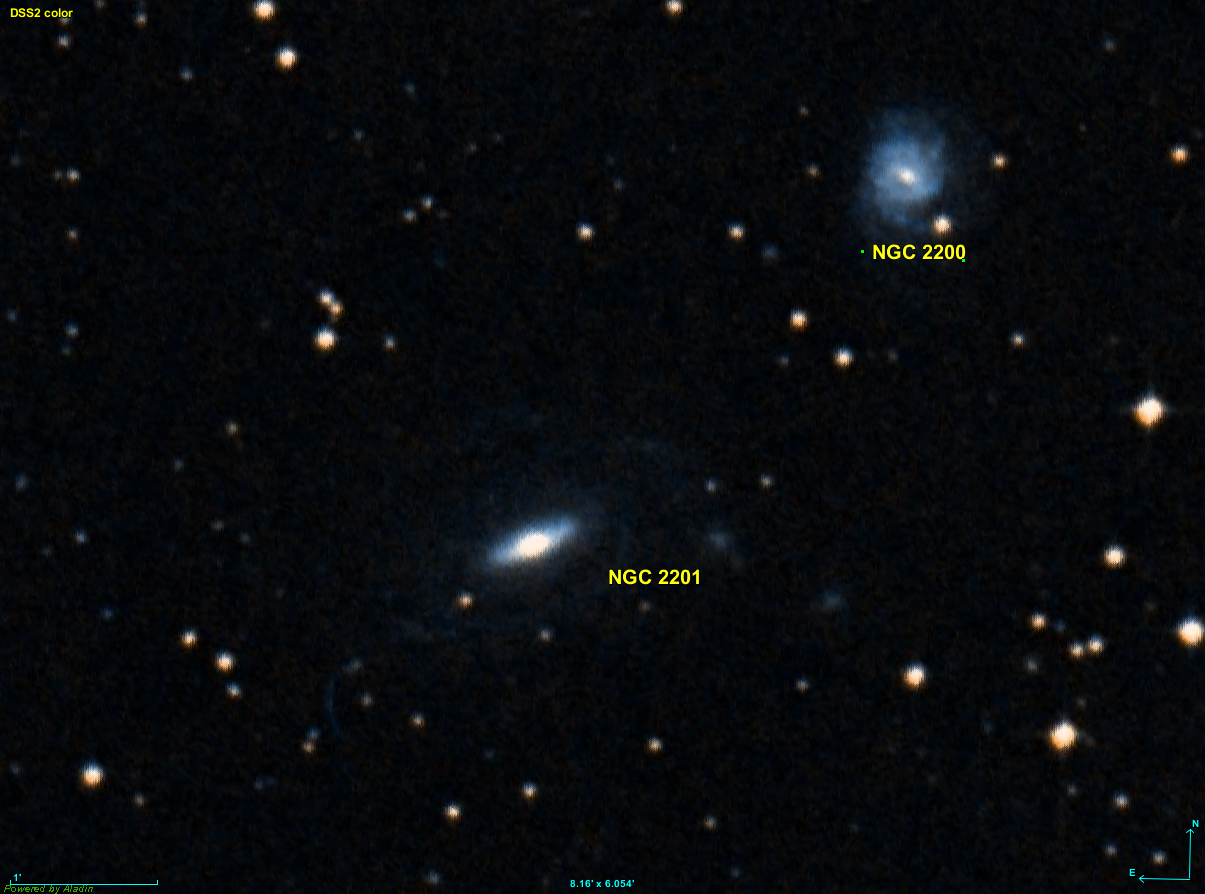
La paire de galaxies NGC 2200 et NGC 2201.

Les galaxies NGC 2200 et NGC 2201 sont voisines sur la sphère céleste et elles sont à la même distance de Hubble. Elles forment donc une paire de galaxies.